# Butlin’s
Butlin’s – brytyjska sieć ośrodków wakacyjnych założona przez Billy’ego Butlina, w celu umożliwienia taniego wypoczynku zwykłym brytyjskim rodzinom.

## Historia
Pierwszy ośrodek wybudowano w 1936 w Skegness. Ośrodek z miejsca uzyskał popularność, już w pierwszym tygodniu odmówiono realizacji 1400 zamówień. Wczasy w Butlin były tanie: przy tygodniowym zarobku pracownika fizycznego wynoszącym 2 funty, tydzień w ośrodku kosztował 45 szylingów (2,25 funta). Ośrodek w Skagness oprócz zakwaterowania miał wesołe miasteczko, kąpielisko i inne możliwości rozrywki.
Podczas wojny ośrodki Butlin były używane przez Ministerstwo Obrony do szkolenia żołnierzy.
Pomiędzy 1936 a 1966 wybudowano 10 ośrodków, w tym jeden w Irlandii oraz jeden na Bahamach, wybudowany za cenę 8 mln funtów. W latach 60. przedsiębiorstwo osiągnęło apogeum, posiadając 8 ośrodków wypoczynkowych i hotele w atrakcyjnych turystycznie miastach, takich jak Blackpool, Brighton i Margate. Lata 70. zmieniły obraz geografii turystycznej Wielkiej Brytanii, głównie za sprawą tanich podróży lotniczych, które przybliżyły Anglikom o wiele bardziej atrakcyjne ośrodki nad Morzem Śródziemnym. W latach 70. i 80. firma posiadała liczne duże hotele i mniejsze ośrodki wakacyjne.

## Działalność
Obecnie firma posiada swoje ośrodki w Bognor Regis, Minehead i Skegness, które odwiedza milion osób rocznie.